# 上辅增一
天龍座2，又名BD+70 670，HD 100696、SAO 15567、HR 4461，是天龍座的一颗恒星，视星等为5.2，位于銀經132.45，銀緯46.38，其B1900.0坐标为赤經11h 30m 11.3s，赤緯+69° 46.38′ 46″。